# Verantwortungsgefühl
Verantwortungsgefühl ist eine soziale Emotion. Dabei nimmt der betroffene Mensch instinktiv, intuitiv oder anderweitig unbewusst an ihn gerichtete Anforderungen wahr. Dieses Gefühl geht bei intellektuell und analytisch ausgerichteten Menschen in eine bewusste Wahrnehmung, das Verantwortungsbewusstsein über.

## Gefühlte Verantwortung
Sie entwickelt sich in der Kindheit, verbunden mit dem durch die Umgebung vermittelten Wertesystem. Das Verantwortungsgefühl trägt dazu bei, dass soziale Handlungen im angemessenen Rahmen stattfinden. In der Pädagogik und Psychologie des 20. und 21. Jahrhunderts wird die Beachtung des Verantwortungsgefühls von den Betrachtungen des Schuldgefühls überlagert. Seit den Arbeiten von Sigmund Freud hat sich in der westlichen Gesellschaft eine große Sensibilität für Schuld entwickelt, die möglicherweise durch die westliche Ausprägung des Christentums befördert wurde. So erscheint oft die Übernahme von Verantwortung bereits die Gefahr in sich zu bergen, Schuld auf sich zu laden. In der praktischen Verhaltenstherapie sowie in Kommunikationstheorien entwickelt sich dagegen ein aktiver und positiver Einsatz des Verantwortungsgefühls. Eine produktive Arbeit mit dem Verantwortungsgefühl geschieht u. a. in der Theorie der Gewaltfreien Kommunikation.

## Verantwortungsbewusstsein
Das Verantwortungsbewusstsein geht über die gefühlte, geahnte Verantwortung hinaus. Es bedeutet zunächst die bewusste Kenntnis oder das Erkennen des gültigen Normativen.
Erweitert bedeutet Verantwortungsbewusstsein, dass der Mensch für sein aktives Tun bzw. Unterlassen einsteht, also sich verantwortlich fühlt.
Dieses wird von der Gesellschaft (Familie, Freunde, Arbeitsumfeld, Vereine, der Staat usw.) teilweise auch eingefordert. Insbesondere bei diktatorischen oder ideologisierten Gesellschaften wird an das Verantwortungsbewusstsein appelliert.
Beispiele:
- „In der sozialistischen Gesellschaft äußert sich die Verantwortung vor allem in bewusster Aktivität bei der Verwirklichung gesellschaftlicher Aufgaben. Verantwortung und persönliche Freiheit bilden im Sozialismus eine untrennbare Einheit.“[1]

## Verantwortungsgefühl in der klinischen Psychologie – übertriebene Verantwortlichkeit
Ein angemessenes Verantwortungsgefühl oder -bewusstsein gelingt nicht jedem Menschen gleich gut. Psychologie und Psychotherapie beschäftigen sich seit den 1990er Jahren vermehrt mit den individuellen Unterschieden bei der Verantwortungsübernahme und deren psychischen Folgen. Übertriebene Verantwortlichkeit (Inflated responsibility, IR), bezeichnet dabei eine sehr ausgeprägte dispositionelle Verantwortungsneigung. Dieser „exaggerated sense of responsibility“ führt dazu, dass eine Person sich häufiger in der Pflicht sieht, einzugreifen, ihren eigenen Einfluss auf die Verhinderung von Schaden überschätzt und sich für die Folgen einer Verfehlung intensiv schuldig fühlt.
Dabei können unterschiedliche Aspekte des Verantwortungsgefühls über das normale Maß hinausgehen: „It can be too extensive, too intense, too personal and too exclusive – or all of these“. Die ausgelöste Verantwortungsübernahme kann sich also auf Verantwortungsbereiche beziehen, die dem Individuum gar nicht zukommen (too extensive), es kann viel zu fordernd sein (too intensive) oder es kann sich zu sehr auf das Individuum als einzige verantwortliche Person beziehen, auch wenn andere Akteure involviert sind (too personal, too exclusive).
Vor allem die Verbindung der übertriebenen Verantwortlichkeit zu den Zwangsstörungen ist gut belegt. Inzwischen bringen aber psychologische Studien übertriebene Verantwortlichkeit auch mit vielfältigen anderen psychischen Störungen in Zusammenhang, etwa der generalisierten Angststörung, der sozialen Phobie, der posttraumatischen Belastungsstörung oder der Depression. Sie spielt ebenfalls eine Rolle bei akustischen Halluzinationen einer Psychose und manchen Essstörungen. Man kann also berechtigterweise von einem relevanten transdiagnostischen Faktor bei der Entstehung und Aufrechterhaltung psychischer Krankheiten sprechen – „responsibility beliefs play a role as a transdiagnostic cognitive factor“.